# Estructura matemàtica

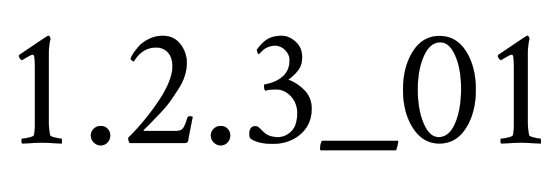
Imatge d'una estructura bàsica matemàtica.

L'estructura matemàtica és un conjunt, o de manera més general, un tipus, que consta d'objectes matemàtics que d'alguna manera s'adjunten o relacionen amb el conjunt, facilitant-ne la seva visualització o estudi, fornint significat a la col·lecció.
Una llista parcial de possibles estructures són:
- Mesures.
- Estructures algebraiques: grups, anells, camps, etc.
- Topologies
- Espais mètrics (geometries)
- Ordres
- Relacions d'equivalència
- categories
- Nombres

De vegades, un conjunt adquireix més d'una estructura de forma simultània, cosa que permet estudiar-lo d'una forma millor. Per exemple, un ordre indueix una topologia.

## Exemple: els nombres reals
El conjunt de nombres reals té diverses estructures estàndard:
- ordre: tot nombre és menor o major que qualsevol altre nombre.
- estructura algebraica: les operacions de multiplicació i divisió fan del conjunt un camp.
- mesura: els intervals de la recta real tenen longitud específica, que es pot estendre a una mesura de Lebesgue en molts dels seus subconjunts.
- mètrica: existeix la noció de mètrica o distància entre punts.
- topologia: existeix la noció de conjunt obert.

Existeixen relacions entre elles:
- L'ordre i, de forma independent, l'estructura mètrica, indueixen la seva topologia.
- L'ordre i la seva estructura algebraica el converteixen en un camp ordenat.
- La seva estructura algebraica i la seva topologia el converteixen en un grup de Lie, una espècie de grup topològic.